# Arduinici

Italia (781-1014)

Gli Arduini o Arduinici furono una stirpe franca.

## Storia

### Albori
Discendono da un nobile franco di nome Arduino. I suoi figli, Rogerio e Arduino vennero accolti da Rodolfo conte di Auriate. Dopo la morte di Rodolfo, Rogerio, con il benestare del re, ne sposa la vedova, ottenendo il titolo di conte di Auriate, nel 902.

### Arduino III il Glabro
Il figlio di Rogerio fu Arduino III il Glabro, che liberò il Piemonte dai "saraceni" di Frassineto, ottenendo da Ugo di Provenza, la marca di Torino nel 941, oltre alla contea di Auriate e la marca di Albenga. Durante il regno di Berengario II viene creata la marca arduinica. Si sposò con una figlia di Manfredo di Mosezzo ed ebbe quattro figli maschi: Olderico Manfredi I, Arduino, Oddone e Amizone, poi vescovo di Torino.

### Arduino d'Ivrea e Olderico Manfredi II
Una delle tre figlie di Arduino III sposò Dadone, conte di Pombia, con cui generò Arduino d'Ivrea, marchese di Ivrea e poi re d'Italia. Nel 1002, con la morte di Ottone III, Arduino viene proclamato re d'Italia, venendo però contrastato da Enrico II, che inizialmente sconfitto, riuscì infine a sconfiggere Arduino per poi togliergli il titolo. La sfortunata lotta di Arduino contro l'imperatore, permise a Olderico Manfredi II, nipote di Arduino il Glabro, di annettere parte della marca di Ivrea, permettendo alla marca arduinica di raggiungere la sua massima estensione.

### Dinastia Salica
Gli arduinici si imparentarono con la dinastia salica tramite il matrimonio di un'esponente in linea femminile della famiglia, Berta di Savoia, con Enrico IV di Franconia.

### Casa Savoia
Originarono la linea italiana di casa Savoia tramite il matrimonio tra Oddone, figlio di Umberto I Biancamano e Adelaide di Susa, figlia di Olderico Manfredi II.